# Чарльз (річка)
Чарльз (англ. Charles River) — річка в штаті Массачусетс.
Довжина річки — 129 км. Чарльз бере початок з озера Ехо в Гопкінтоні і протікає в північно-східному напрямку, впадаючи в Бостонську бухту. Русло є досить звивисте, у пониззі розділяє міста Бостон і Кембридж. За течією знаходяться 22 населених пункти.
Одні з найпрестижніших університетів країни — Гарвардський, Бостонський, Брендіса, а також Массачусетський технологічний інститут розташовані на берегах річки Чарльз.
Щороку в жовтні проводиться регата на річці Чарльз, найбільша з дводенних у світі, в якій бере участь близько 1700 човнів, понад 8 тисяч спортсменів. За змаганнями спостерігає до 300 тисяч глядачів.